# Cap de la Nau

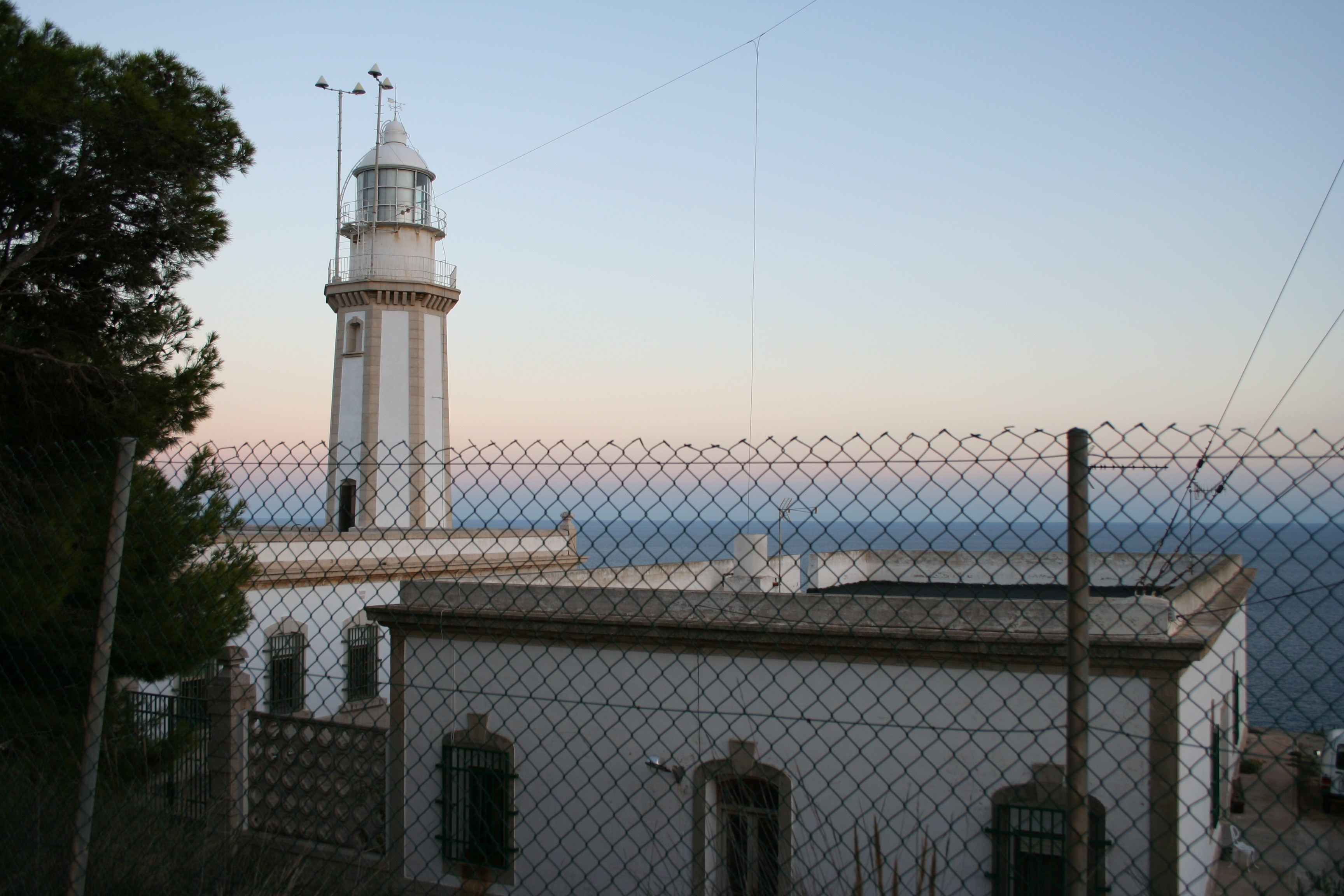
El far de la Nau

El Cap de la Nau és el cap més important de tota la costa del País Valencià, a més de ser-ne el punt més oriental.
Situat en el municipi de Xàbia, és l'extrem sud del Golf de València.
Té una orografia agresta, amb penya-segats davall dels quals hi ha unes quantes cales i coves com ara la dels Òrguens (ja descrita per Cavanilles a finals del segle xviii). Dalt del cap hi ha un far per a la navegació marítima construït el 1914. L'entorn també acull una extensa zona residencial.
És un espai molt utilitzat per a la pràctica del submarinisme i els esports nàutics.